# Country Walk
Country Walk ist ein census-designated place (CDP) im Miami-Dade County im US-Bundesstaat Florida. Das U.S. Census Bureau hat bei der Volkszählung 2020 eine Einwohnerzahl von 16.951 ermittelt.

## Geographie
Country Walk liegt etwa 25 km südwestlich von Miami und wird von der Florida State Road 825 tangiert. Der CDP grenzt an die CDPs Three Lakes und Richmond West sowie im Norden an den Miami Executive Airport.

## Demographische Daten
Laut der Volkszählung 2010 verteilten sich die damaligen 15.997 Einwohner auf 4897 Haushalte. Die Bevölkerungsdichte lag bei 2253,1 Einw./km². 82,0 % der Bevölkerung bezeichneten sich als Weiße, 10,0 % als Afroamerikaner, 0,1 % als Indianer und 2,7 % als Asian Americans. 2,7 % gaben die Angehörigkeit zu einer anderen Ethnie und 2,6 % zu mehreren Ethnien an. 70,2 % der Bevölkerung bestand aus Hispanics oder Latinos.
Im Jahr 2010 lebten in 54,1 % aller Haushalte Kinder unter 18 Jahren sowie 21,3 % aller Haushalte Personen mit mindestens 65 Jahren. 86,8 % der Haushalte waren Familienhaushalte (bestehend aus verheirateten Paaren mit oder ohne Nachkommen bzw. einem Elternteil mit Nachkomme). Die durchschnittliche Größe eines Haushalts lag bei 3,39 Personen und die durchschnittliche Familiengröße bei 3,61 Personen.
30,7 % der Bevölkerung waren jünger als 20 Jahre, 26,3 % waren 20 bis 39 Jahre alt, 30,7 % waren 40 bis 59 Jahre alt und 12,5 % waren mindestens 60 Jahre alt. Das mittlere Alter betrug 36 Jahre. 48,0 % der Bevölkerung waren männlich und 52,0 % weiblich.
Das durchschnittliche Jahreseinkommen lag bei 74.553 $, dabei lebten 5,2 % der Bevölkerung unter der Armutsgrenze.
Im Jahr 2000 war Englisch die Muttersprache von 35,79 % der Bevölkerung, spanisch sprachen 61,78 % und 2,43 % hatten eine andere Muttersprache.